# بيني إلياس
بيني إلياس (بالإنجليزية: Benny Elias)‏ هو لاعب دوري الرغبي أسترالي، ولد في 15 نوفمبر 1963 في طرابلس في لبنان.